# Gunhild af Danmark
Gunhild af Danmark (ca. 1019 – 18. juli 1038) var datter af Knud den Store og fra 1036 til sin død gift med den tyske konge og senere tysk-romerske kejser Henrik 3.

## Liv
Gunhild (også benævnt Kunigunde; i angelsaksiske kilder også Chunihildis eller Chunelinda) blev født omkring år 1019 som datter af kong Knud den Store og Emma af Normandiet. Allerede i slutningen af 1025, altså som ca. 6-årig, blev hun sendt til det tyske kejserhof som et pant på fred i en aftale mellem hendes far og Kejser Konrad 2..
I maj 1035 blev hun forlovet med tronfølgeren Henrik 3., der på det tidspunkt var hertug af Schwaben. I pinsen 1036 blev de gift i Nimwegen, hvor et gesandtskab fra Danmark deltog sendt af hendes bror Hardeknud, der var blevet konge af Danmark efter faderens død i 1035. Omkring årsskiftet 1037/38 fik Gunhild og Henrik en datter, Beatrix, mens de var på rejse i Italien. Kort tid efter, den 18. juli 1038 døde Gunhild, muligvis af malaria. Hun blev begravet i Limburg Kloster.

## Efterkommere
Henrik den 3. giftede sig igen i 1043 med Agnes af Poitou. Samme år blev Gunhild og Henriks datter Beatrix den 14. januar 1043 af sin far indsat som abbedisse i rigsstiftet Gandersheim og den 24. juni 1044 også indsat som abbedisse i rigsklostret Quedlinburg. Hun efterfulgte sin tipoldefars (Otto von Worms, hertug af Kärnten) kusine Adelheid (ca 977-1044; datter af kejser Otto den 2.). Rigsstiftet Gandersheim var et opholdssted for ugifte døtre fra højadelige familier, der her kunne leve et standsmæssigt liv. Quedlinburg hørte som rigskloster i verdslige spørgsmål umiddelbart under kejseren og nød med denne status en række friheder og privilegier. Beatrix døde den 13. juli 1061 og blev begravet i Quedlinburg. Hun efterfulgtes på begge poster af sin halvsøster Adelheid (1045-96). Hundrede år efter sin død blev Beatrix' kiste i 1161 flyttet til Michaelstein Kloster.

## Eksterne links
- Wikimedia Commons har flere filer relateret til Gunhild af Danmark